# Kıranbaşalan, Suluova
Kıranbaşalan là một xã thuộc huyện Suluova, tỉnh Amasya, Thổ Nhĩ Kỳ. Dân số thời điểm năm 2010 là 34 người.